# Гранд Продъкшън
„Гранд Продъкшън“ е музикална компания в Белград, Сърбия. Компанията е собственост на Саша Попович и Лепа Брена.
Компанията провежда масово популярната седмичната телевизионна вариатетна програма „Гранд Парад“, която се излъчва по сръбската телевизия РТВ Пинк, както и по неговите дъщерни канали за Босна и Херцеговина и Черна гора (Pink BH и Pink M) и целия свят (Европа, Канада, САЩ, Австралия – Pink Plus). На 16 април 2014 г. стартира първата кабелна телевизионна мрежа Гранд народна телевизия.
В България (2000 – 2008 г.) изпълнителите са издавани, чрез лиценз на най-голямата музикална компания произвеждаща попфолк – „Пайнер“.

## Изпълнители

### Настоящи
- Алекса Перович
- Александра Бурсач
- Александра Младенович
- Александра Прийович
- Александър Аца Илич
- Ана Бекута
- Ана Кокич
- Ана Севич
- Анабела Атияш
- Андреана Чекич
- Армин Дедич
- Аца Лукас
- Ацо Пейович
- Бане Можичевич
- Беки Бекич
- Биляна Йевтич
- Биляна Сечиванович
- Боро Дърляча
- Бранка Соврлич
- Верица Шерифович
- Весна Змиянац
- Вики Миликович
- Гиле
- Гоца Божиновска
- Гоца Лазаревич
- Дадо Полумента
- Дарко Филипович
- Дарко Лазич
- Деян Матич
- Джани
- Джогани
- Драган Коич Кеба
- Драги Домич
- Душан Свилар
- Енес Бегович
- Ера Ойданич
- Злата Петрович
- Зорица Маркович
- Илда Шаулич
- Ивана Павкович
- Ивана Селаков
- Инди
- Индира Радич
- Йелена Брочич
- Йелена Гербец
- Йелена Карлеуша
- Йелена Костов
- Йован Перишич
- Йован Стефанович
- Катарина Гружич
- Катарина Живкович
- Лепа Брена
- Лепа Лукич
- Луна
- Люба Аличич
- Любомир Перучица
- Марина Тадич
- Мария Шерифович
- Марко Гачич
- Марко Роквич
- Мая Марияна
- Мерима Ньегомир
- Мила Борисавльевич
- Милан Динчич Динча
- Милан Митрович
- Миле Китич
- Милица Павлович
- Милица Тодорович
- Милош Боянич
- Милош Бркич
- Милош Вуянович
- Мина Костич
- Мира Шкорич
- Мирза Селимович
- Миряна Миркович
- Митар Мирич
- Нада Топчагич
- Надица Адемов
- Наташа Джорджевич
- Неда Украден
- Неманя Николич
- Неманя Стеванович
- Нена Джурович
- Николина Ковач
- Новица Здравкович
- Оля Карлеуша
- Осваячи
- Осман Хаджич
- Педжа Меденица
- Петър Митич
- Рада Манолович
- Раде Лацкович
- Радиша Урошевич
- Рени
- Роксана
- Романа Панич
- Саня Джорджевич
- Саша Капор
- Саша Матич
- Светлана Танасич
- Сейо Калач
- Селма Бажрами
- Слободан Васич
- Снежана Джуришич
- Снежана Савич
- Снежана Бабич Снеки
- Стефан Петрушич
- Стоя
- Сузана Йованович
- Тина Иванович
- Топалко
- Трик Еф Екс
- Халид Муслимович
- Харис Беркович
- Шако Полумента
- Шеки Туркович
- Яна
- Яшар Ахмедовски

### Бивши
- Ал Дино – В „Гранд Продъкшън“ от 2007 до 2009
- Аница Миленкович – В „Гранд Продъкшън“ от 1998 до 2006
- Бейн Боянич – В „Гранд Продъкшън“ от 1999 до 2001
- Близнаци – В „Гранд Продъкшън“ от 2005 до 2009
- Божа Николич – В „Гранд Продъкшън“ от 1998 до 2004
- Боки Милошевич – В „Гранд Продъкшън“ от 1999 до 2010
- Боян Бьелич – В „Гранд Продъкшън“ от 2006 до 2009
- Боян Томович – В „Гранд Продъкшън“ от 2005 до 2007
- Весна Ривас – В „Гранд Продъкшън“ от 1999 до 2000
- Гога Секулич – В „Гранд Продъкшън“ от 2006 до 2010
- Горан Вукошич – В „Гранд Продъкшън“ само 1999
- Даниела Вранич – В „Гранд Продъкшън“ от 2006 до 2010
- Дара Бубамара – В „Гранд Продъкшън“ от 2003 до 2009; от 2014 до 2016
- Дона Арес – В „Гранд Продъкшън“ от 2006 до 2009
- Драгана Миркович – В „Гранд Продъкшън“ от 1999 до 2000
- Джей Рамадановски - В "Гранд Продъкшън" от 2005 до 2020✝️
- Елма Синанович - В "Гранд Продъкшън" от 2000 до 2004
- Жаклина Илич – В „Гранд Продъкшън“ само 2000
- Желко Самардзич – В „Гранд Продъкшън“ само 1999
- Желко Шашич – В „Гранд Продъкшън“ само 1999; от 2003 до 2013
- Зоран Ванев – В „Гранд Продъкшън“ от 2003 до 2005
- Зорица Брунцлик – В „Гранд Продъкшън“ от 2010 до 2015
- Ивана Шашич – В „Гранд Продъкшън“ от 2005 до 2008
- Йелена Йеца Крсманович – В „Гранд Продъкшън“ само 2002; от 2013 до 2016
- Йована Типшин – В „Гранд Продъкшън“ от 2003 до 2008
- Кемал Монтено – В „Гранд Продъкшън“ от 2007 до 2014
- Лепа Джорджевич – В „Гранд Продъкшън“ само 2006
- Марина Живкович – В „Гранд Продъкшън“ само 2002
- Марта Савич – В „Гранд Продъкшън“ от 1999 до 2007
- Мая Берович – В „Гранд Продъкшън“ само 2007
- Микица Боянич – В „Гранд Продъкшън“ от 2001 до 2002
- Милан Станкович – В „Гранд Продъкшън“ от 2007 до 2010
- Милена Плавшич – В „Гранд Продъкшън“ от 2000 до 2005
- Медо Сакич – В „Гранд Продъкшън“ само 2000
- Маринко Роквич - В "Гранд Продъкшън" от 2000 до 2021✝️
- Наташа Коич – В „Гранд Продъкшън“ от 2004 до 2009
- Нела Биянич – В „Гранд Продъкшън“ от 1999 до 2003
- Никола Роквич – В „Гранд Продъкшън“ от 2006 до 2013
- Предраг Гойкович Цуне – В „Гранд Продъкшън“ от 2000 до 2002
- Предраг Живкович Тозовац - В "Гранд Продъкшън" от 2002 до 2020✝️
- Саня Малетич – В „Гранд Продъкшън“ само 2001
- Сашка Каран – В „Гранд Продъкшън“ само 2001
- Сека Алексич – В „Гранд Продъкшън“ от 2002 до 2015
- Славица Чуктераш – В „Гранд Продъкшън“ от 2003 до 2013
- Сузана Манчич – В „Гранд Продъкшън“ само 2004
- Таня Савич – В „Гранд Продъкшън“ от 2004 до 2016
- Харис Джинович – В „Гранд Продъкшън“ само 2000
- Цвиетин Никич – В „Гранд Продъкшън“ от 2000 до 2004
- Цеца – В „Гранд Продъкшън“ само 2001
- Чана – В „Гранд Продъкшън“ от 2000 до 2006
- Шабан Шаулич – В „Гранд Продъкшън“ от 1999 до 2016
- Шемса Сулякович – В „Гранд Продъкшън“ само 2000
- Ядранка Баряктарович – В „Гранд Продъкшън“ от 2005 до 2016

## Медия
- Гранд Шоу
- Гранд Парад
- Гранд Звезди
- Гранд Звезди Специално (предишно „Гранд Звезди – хората говорят“)
- Фантастично шоу
- Гранд Списание
- Гранд Фестивал